# 3e régiment de chasseurs d’Afrique
Das 3e régiment de chasseurs d’Afrique (3e RCA) war ein Verband der französischen Kavallerie, der am 1. Februar 1833 in Bône in Algerien aufgestellt wurde. Dazu wurden laut königlichem Dekret vom 27. November 1832 als Stamm die 7. und 8. Escadron des 1er régiment de chasseurs d’Afrique verwendet. Es ist nicht mehr existent.

## Kommandeure
| - 1833–1833: Colonel Boyer - 1833–1835: Colonel Rigaud - 1835–1836: Colonel Correard - 1836–1841: Colonel Laneau - 1841–1846: Colonel Noll - 1846–1852: Colonel de Mirbeck - 1852–1853: Colonel Ney de la Moskowa - 1853–1860: Colonel de Mézange de Saint-André - 1860–1863: Colonel du Barail - 1863–1864: Colonel Jean-Auguste Margueritte - 1864–1868: Colonel de Montarby - 1868–1870: Colonel Gaston de Galliffet - 1870–1874: Colonel Flogny - 1874–1880: Colonel Gaume - 1880–1881: Colonel de Cugnon d’Alincourt - 1881–1887: Colonel Du Buquoy - 1887–1889: Colonel Buffet - 1889–1895: Colonel de Forsanz - 1895–1900: Colonel Lugon - 1900–1903: Colonel Sainte-Chapelle - 1903–1906: Colonel Grellet - 1906–1910: Lieutenant-colonel Clémençon - 1910–1913: Colonel Andrieu - 1913–1916: Colonel Costet - 1916–1918: Lieutenant-colonel R. Faure - 1918–1919: Colonel Toulat - 1919–1920: Colonel Lefèvre - 1921–1924: Colonel Scherer - 1924–1925: Colonel Perrot - 1925–1928: Colonel Herchet - 1928–1931: Lieutenant-colonel Argueyrolles - 1931–1933: Lieutenant-colonel Chanoine - 1933–1938: Lieutenant-colonel Poncelet - 1938–1942: Lieutenant-colonel J. Flipo - 1942–1943: Colonel de Bazelaire de Boucheporn - 1943–1944: Lieutenant-colonel P. Manceaux-Demiau - 1944–1944: Lieutenant-colonel P. Fouchet, blessé début octobre 1944 à Servance - 1944–1946: Lieutenant-colonel J. Guilbert - 1946–1951: Colonel de Villèle - 1951–1954: Colonel L. de Battisti - 1954–1956: Colonel Ch. des Courtils - 1956–1958: Lieutenant-Colonel Antoine Argoud - 1958–1959: Colonel F. Boquet - 1959–1961: Lieutenant-colonel J. Le Carbonnier de La Morsanglière - 1961–1962: Lieutenant-colonel L. Pichon - 1962–1963: Chef d’escadrons Huet |

## Gefechtskalender
- Algerien 1833–1854,
- Armée d’Orient (Krimkrieg) 1854–1856,
- Algerien 1856–1859,
- Italien 1859,
- Syrien 1860,
- Mexiko 1862–1867,
- Algerien 1864,
- Deutsch-Französischer Krieg 1870/71,
- Algerien 1871–1879,
- Tunesien 1881,
- Madagascar 1895,
- Marokko 1909–1911,
- Erster Weltkrieg 1914–1918,
- Tunesien 1942–1943,
- Frankreich 1944–1945,
- Deutschland 1945,
- Algerien 1956–1962.

### 1833–1871
Bereits unmittelbar nach seiner Aufstellung nahm das Regiment an den Feldzügen in Algerien teil. Es operierte von Bône aus, verlegte jedoch seine Garnison nach der Einnahme der Stadt im Jahre 1837 nach Constantine. Die folgenden Jahre waren für das Regiment mit umfangreichen Einsätzen verbunden. Es folgten Feldzüge nach Djemilla (1839), Tébessa (1842), in das Aurés Gebirge (1845), nach Zaatcha(1849), Bougie (1850), in die östliche Kabylei (1852), in die Sahara und erneut in das Aurès-Gebirge (1853).
Weitere Einsätze:
- Krimkrieg1854 und 1856
- Sardinischer Krieg 1859
- Syrien 1860
- Französische Intervention in Mexiko 1862.

Zwei Eskadrons trafen am 2. November dort ein und formierten unter dem Befehl des Colonel Barail mit dem „1er-2e régiment de chasseurs“ das „2e régiment de marche de chasseurs d’Afrique“ (2. Marschregiment der afrikanischen Jäger). Dieser Verband kämpfte 1863 bei Puebla, Cholula de Rivadavia und Atlisco, 1864 bei Xérès und Guadalupe. In diesem Feldzug erbeutete der Brigadier Pierre die Standarte des mexikanischen „Primer regimiento lanceros de Zacatecas“ (etwa: Erstes Zacatecas Ulanenregiment).
- Im Jahre 1867 erfolgte die Rückverlegung nach Algerien
- Deutsch-Französischer Krieg

### Periode 1871–1914
- Ein Detachement wurde 1895 nach Madagascar verlegt. Die 1. und 4. Escadron waren vom Januar 1908 bis Januar 1909, die 2. Escadron von April 1911 bis Februar 1913 in Marokko eingesetzt. Im Jahre 1914 lag das „3e RCA“ in Constantine (Algerien) in Garnison (zwei Escadrons lagen in Sétif).

### Erster Weltkrieg

#### 1914
Bei Kriegsausbruch verließ das Regiment Constantine und wurde am 8. August in Algier eingeschifft, die 5. Escadron blieb als Ersatzkader zurück. In Sète an Land gesetzt, wurde das Regiment nach Lyon dirigiert und dem „Corps d’armée colonial“ (Kolonialtruppen-Armeekorps) als Kavallerieregiment zugeteilt.
Während des ganzen Krieges befand sich das „3e RCA“ an der Front in Frankreich. Es kämpfte zunächst in den Argonnen dann in den Ardennen. Nach dem Rückzug zur Marne war es danach an der Ersten Flandernschlacht beteiligt.

#### 1915
Nachdem das Regiment abgesessen war, wurde es ab Juni im Stellungskampf im Artois und im Juli bis Oktober in der Champagne eingesetzt.
Zwischenzeitlich wurde das „3e régiment de marche de chasseurs d’Afrique“ aufgestellt, das bisherige „3e RCA“ wurde zum „7e RCA“. Dem 1. Kolonialcorps zugewiesen, wurde das ehemalige Marschregiment und jetzige „3e RCA“ in zwei Halbregimenter geteilt und mit Überwachungsaufgaben an der Somme, in der Champagne, an der Aisne und im Elsaß eingesetzt.

#### 1916
k. A.

#### 1917
k. A.

#### 1918
In diesem Jahr kämpften die Teile des Regiments im März in der Picardie, im April in Flandern, im Juni an der Aisne, und im Juli in der Champagne. Im August wurde das Regiment wieder zusammengeführt. Am 17. November zog es an der Spitze der „129e division d’infanterie“ (129. Infanteriedivision) in Lothringen ein und besetzte Bitche und Dieuze. Anfang Dezember verlegte es nach Deutschland und blieb bis 2. April 1919 als Besatzung in der Pfalz.
Am 19. Juli 1919 trafen die Escadrons in Lyon ein, um am 20. August 1919 in Marseille nach Algerien verschifft zu werden.

### Zwischenkriegszeit
Ende August 1919 war das Regiment wieder komplett in Algerien eingetroffen. Die 1. und 2. Escadron lagen in Sétif, die 3. Escadron in Guelma und die 4. Escadron mit dem Stab in Constantine. Einzelne Abteilungen operierten im August 1921 in Marokko, im September 1921 in der Levante und 1922 in Tunesien.
Zwischen April und September wurde eine Umgliederung vorgenommen, es wurden zwei „groupes d’escadrons“ (GE) (Escadronsgruppen) und eine zusätzliche Escadron gebildet.
- 1ergroupe d’escadrons (motorisiert):
  - 1er escadron porté de mitrailleuses et d’engins, (Gemischte Escadron – Maschinengewehre und Gerät)
  - 2e escadron mit AMC (Gepanzerter Maschinengewehrträger) und Motorräder
- 2e groupe d’escadrons (beritten):
  - 3e escadron,
  - 4e escadron.

Eine 5. Escadron wurde 1938 aufgestellt und mit Automitrailleuses ausgerüstet.

### Zweiter Weltkrieg
Anfang Juli 1939, kurz vor Ausbruch der Feindseligkeiten verlegte eine der motorisierten Schwadronsgruppen nach Médénine und Gabès in Süd-Tunesien. Aufgrund einer vorherigen Umstrukturierung waren Teile des „3e RCA“ bereits motorisiert worden. Das Regiment zählte nach dem Ende des Frankreichfeldzuges zur Waffenstillstandsarmee und blieb daher bestehen. Bis zum Mai 1941 war das Regiment aus drei „groupes d’escadrons“ (Schwadronsgruppen) und einer Stabsschwadron komplett motorisiert. Im Juli des gleichen Jahres wurde die „2e groupe d’escadrons“ jedoch wieder mit Pferden ausgestattet. Die „3e groupe d’escadrons“ wurde dann aus dem Regimentsverband herausgelöst und zur Neuaufstellung des [[9e régiment de chasseurs d’Afrique]] verwendet. Während des tunesischen Feldzuges erfolgten Operationen nach Gades, Gafsa, Fériana, Kasserine, Sidi Bouzid und Ousseltia.
Im Juni 1943 nach Constantine zurückgekehrt wurde die Einheit mit Material aus Beständen der US-Army ausgestattet und zum Aufklärungsregiment der „1re division blindée“ (1. Panzerdivision), befehligt von General Jean Touzet du Vigier, bestimmt. Diese Division gehörte zur „1er Armée“ (1. Armee) von Général de Lattre de Tassigny.
Am 15. August 1944 wurde die 5. Escadron an der Küste der Provence ausgeschifft, um an der Eroberung von Toulon und Marseille teilzunehmen. Der Rest des Regiments wurde Anfang September in Oran eingeschifft, um am 9. September in Nartelle an Land gesetzt zu werden.
Der Kampfverband zog das Tal der Rhone aufwärts und erreichte Dijon am 13. und Lure am 19. September. Danach kämpfte das Regiment in den Vogesen bei Giromagny, Servance und Melizay. Anschließend erfolgte die Verlegung zur Einnahme von Mülhausen. Im Februar 1945 stand das Regiment am Rhein bei Carspach, den es bei Huningue am 25. April überquerte. Von hier aus zog die Einheit über Lörrach (25. April) und Radolfzell (27. April) nach Kandel (Pfalz) und Landau, wo sie am 8. Mai 1945 eintraf. Im Juli 1945 wurde das Regiment in Obermoschel Teil der Besatzungstruppen in der Pfalz. Eine Marschescadron wurde nach Berlin kommandiert.

### Nachkriegszeit
Am 27. Oktober 1945 kehrte das Regiment nach Frankreich zurück und lag in Fontenay le Comte in Garnison, bis es am 21. Mai 1946 über Marseille nach Algerien zurücktransportiert wurde. Zunächst nach Maison-Carrée verlegt, bezog es im August Garnison in Tlemcen.
Im Oktober 1948 erfolgte die erneute Verlegung nach Deutschland, wo das Regiment in Weingarten (Württemberg), Ravensburg und eine Escadron in Langenargen stationiert wurde.

### Algerienkrieg
Aus Anlass des Algerienkrieges wurde das „3e RCA“ nach Algerien zurückverlegt und operierte ab dem 1. April 1956 in den Regionen Kenchela und M’sila in der Kabylei. Das Regiment war der „Force A“ zugewiesen.
Das „3e RCA“ lag bis Juni 1959 in Maison Blanche, Ain-Taya und l’Arba, dann verlegte es bis August nach Tebessa. Bis 1961 operierte die Einheit aus dem Quartier de Bekkaria dann besetzte es bis 1962 den Sektor von El ma el Abiod.
Danach wurde das Regiment in Constantine zusammengezogen und nach Frankreich verschifft, wo es nach 131 Jahren des Bestehens 1963 in Sissonne (Aisne) aufgelöst wurde.

### 1981–1997
Am 11. September 1981 in Fontevraud-l’Abbaye wieder aufgestellt, wurde das „3e régiment de Chasseurs d’Afrique“, 1997 zum zweiten Mal aufgelöst.

## Traditionen

### Devise
Die Devise des Regiments lautete: Tant qu’il en restera un (Solange noch einer übrig ist). Dies begründet sich in der Forderung des Général Gaston Auguste de Gallifet an den Général Auguste-Alexandre Ducrot im Krieg von 1870–1871, nach einem verlustreichen Angriff diesen mit den wenigen Überlebenden zu wiederholen. „Encore un effort, que ce soit pour l’honneur des armes!“ („Ein weiterer Versuch, zur Ehre der Waffen!“) – Woraufhin Ducrot geantwortet haben soll: „Tant que vous voudrez, mon Général, tant qu’il en restera un!“ („Soviel sie wollen, mon Général, solange noch einer übrig ist!“).

### Standarte
Sie führt, in goldenen Lettern, die folgenden Inschriften::

### Auszeichnungen
Die Standarte ist dekoriert mit:
- Croix de guerre 1939–1945 mit einem Palmenzweig
- Goldmedaille der Stadt Mailand,
- Croix de l’Yser (Belgien) .

## Bekannte Angehörige des Regiments
- Prinz Joachim Napoléon Murat (1834–1901)[4]
- Maréchal Louis Félix Marie Franchet d’Espèrey (1856–1942)
- Général Joseph Valentini gen. Général Yusuf (1808–1866)
- Général François Charles Louis de Lajaille, Marquis de Lajaille (1822–1889)
- Général Ernest Marie Plessis (1837–1893)
- Général Louis Adrien de Tuce (1817–1888)
- Général Martial Valin (1898–1980)
- Capitaine Alexandre de Courson de la Villeneuve (1903–1944) Regionaler Militärdelegierter des freien Frankreich (Français libre) in Clermont-Ferrand. Von der deutschen Besatzungsmacht hingerichtet.